# Alimi Ballard
Alimi Ballard (The Bronx, 17 oktober 1977) is een Amerikaans acteur. Hij heeft onder andere in series als Numb3rs, Sabrina, the Teenage Witch en Dark Angel gespeeld.

## Filmografie
Televisieseries:
- Loving - als Frank 'Frankie' Hubbard (1993-1995)
- New York Undercover - als Kalim (Afl. Private Enemy No.1, 1995)
- The City - als Frank 'Frankie' Hubbard (1995)
- Arsenio - als Matthew (6 afleveringen, 1997)
- Sabrina, the Teenage Witch - als Quizmaster Albert (26 afleveringen, 1997-1998)
- Malcolm & Eddie - als Duke Gibson (Afl. Daddio, 1999)
- Nash Bridges - als Shane West (Afl. Liar's Poker, 2000)
- NYPD Blue - als Marcus Potter (Afl. Lucky Luciano, 2000)
- Dark Angel - als Herbal Thought (21 afleveringen, 2000-2001)
- Philly - als Dwight Thomas (Afl. Ripley, Believe It or Not, 2002)
- The Division - als Ethan Pasterfield (Afl. Unfamiliar Territory, 2002)
- She Spies - als Kelly Sawyer (Afl. We'll Be Right Back, 2003)
- Boomtown - als Jonge Marvin Lloyd (Afl. The Hole-in-the-Wall Gang, 2003)
- American Dreams (4 afleveringen, 2004)
- Numb3rs - als David Sinclair (114 afleveringen, 2005-2010)
- NCIS - als NCIS Special Agent Gayne Levin (3 afleveringen, 2011)
- The Super Hero Squad Show - als Falcon/Thunderball (32 afleveringen, 2009-2011)
- In Plain Sight - als Eddie Fredericks/Eddie Williams (Afl. Reservations, I've Got a Few, 2012)
- Rizzoli & Isles - als Cliff (Afl. What Doesn't Kill You, 2012)
- Drop Dead Diva - als Jack Dillingham (Afl. Winning Ugly, 2012)
- Hollywood Heights - als Det. Ferrantino (3 afleveringen, 2012)
- Black & White - als Keith White (2012)
- Bones - als FBI Agent James (Afl. The Secret in the Siege, 2013)
- Melissa & Joey - als Paul Wagner (Afl. Inside Job, 2013)
- Hello Ladies - als Armand (Afl. The Dinner, 2013)
- Zo What? Morning Show - als Celebrity Guest (Afl. Modern Day Slavery - Human Trafficking, 2014)
- Scorpion - als Co-Pilot (Afl. Pilot, 2014)
- CSI: Crime Scene Investigation - als Detective Kevin Crawford (13 afleveringen, 2003-2015)
- Castle - als Frank Jackson (Afl. Castle, P.I., 2015)

Films:
- Deep Impact - als Bobby Rhue (1998)
- Before Now - als Jay (2000)
- Men of Honor - als Coke (2000)
- Automatic - als David Blake (2001)
- Three Days of Rain - als Derrick (2002)
- Studio City - als Leonard Alworth (2003)
- Black Cloud - als Dusty (2004)
- Fast Five - als Fusco (2011)
- Interception - als Joe (2011)
- Present Trauma - als Tom (2013)
- The Insomniac - als Officier Flores (2013)
- Lost Angels - als Nathaniel (2014)
- Santa Con - als Steve Repperton (2014)

## Televisiefilms
- Little Richard (2000)

## Computerspel
- Marvel Super Hero Squad - als Falcon (Stem, 2009)
- Marvel Super Hero Squad: The Infinity Gaunlet - als Falcon (Stem, 2010)
- Marvel Super Hero Squad Online - als Falcon/Spider-Man (Stem, 2011)
- Marvel Super Hero Squad: Combic Combat - als Falcon (Stem, 2011)